# Antifoc (sistem)
Un sistem antifoc este un element de construcție, dispozitiv, sau produs destinat limitării propagării incendiilor și a efectelor distructive ale acestora.

## Tipuri de sisteme antifoc
Sistemele antifoc sunt elemente de protecție pasivă antiincendiu care servesc la compartimentarea clădirii în ansamblul ei prin utilizarea de materiale rezistente la foc.
Compartiment de incendiu
Reprezintă construcția sau o parte a unei construcții conținând una sau mai multe încăperi sau spații,delimitate prin elemente de construcții destinate să îl izoleze de restul construcției, în scopul limitării propagării incendiului, pe o durată determinată. Ariile compartimentelor de incendiu se stabilesc în funcție de riscul de incendiu existent, destinație, alcătuire și de rezistența la foc a construcției.
Compartimentul de  incendiu poate fi o construcție independentă, o încăpere, o zonă sau un volum, delimitat de pereți antifoc, respectiv planșee antifoc.În clădirile înalte și foarte înalte compartimentul de  incendiu poate fi un volum închis, constituit din unul pană la trei niveluri succesive, delimitate de elemente rezistente la foc și cu aria desfășurată totală conform compartimentului de incendiu admis pentru construcții civile (publice)de gradul I rezistență la foc.
De regulă, pereții și planșeele rezistente la foc se realizează fără goluri. În cazul în care este necesară practicarea unor goluri funcționale, acestea se protejează cu elemente cu o rezistență la foc egală cu a peretelui sau a planșeului (uși echipate cu dispozitive de închidere automată sau cu dispozitive de autoînchidere, obloane, cortine de siguranță, încăperi tampon,tamburi deschiși, chepenguri, trape etc.). Aceste elemente se realizează conform reglementărilor tehnice în vigoare.  
Peretele sau planșeul antifoc
Este un element de construcție  vertical sau orizontal din materiale incombustibile C0(C1), având rezistența la foc cel puțin egală cu nivelul stabilit în funcție de densitatea cea mai mare a sarcinii termice din compartimentele de incendiu și realizat potrivit prevederilor legale.Perete antifoc nu se mai folosește în reglementările europene.Diferențierea intre destinațiile elementelor de construcție se face prin performanțele de rezistență la foc.
Ușă antifoc
Este un element de închidere al golurilor verticale (destinate circulației) practicate în pereții antifoc. O asemenea ușă este executată din materiale incombustibile cu o limită minimă de rezistență la foc de 90 de minute. Scopul unei asemenea uși este acela de a nu lăsa incendiul să se extindă dintr-o încăpere în alta, protejând oamenii împotriva răspândirii fumului și gazelor toxice astfel încât aceștia să iasă în condiții de siguranță în exteriorul clădirii.

## Echipare și dotare
Echiparea și dotarea  construcțiilor elemente antifoc se face de către proiectanți în conformitate cu prevederile reglementărilor specifice și ale normativelor tehnice de proiectare..